# Zettai zetsumei
Zettai zetsumei (jap. 絶体絶命) – szósty album studyjny japońskiego zespołu Radwimps, wydany w Japonii 3 marca 2011 roku przez EMI Music Japan. Zadebiutował na 2 pozycji w rankingu Oricon i pozostał na liście przez 50 tygodni. Sprzedał się w nakładzie 246 709 egzemplarzy i zdobył status platynowej płyty.
Płytę promowała trasa koncertowa „RADWIMPS: Zettai enmei Tour” (jap. RADWIMPS 絶体延命ツアー), która objęła 37 występów w 27 miastach.

## Lista utworów
Tekst i kompozycja: Yōjirō Noda
| CD  | CD                                                    | CD      |
| Nr  | Tytuł utworu                                          | Długość |
| --- | ----------------------------------------------------- | ------- |
| 1.  | „DADA” (dadadada Ver.)                                | 3:50    |
| 2.  | „Tōmei ningen jūhachi-gō” (jap. 透明人間18号)         | 4:25    |
| 3.  | „Kimi to hitsuji to ao” (jap. 君と羊と青)             | 2:42    |
| 4.  | „Daidarabocchi” (jap. だいだらぼっち)                 | 6:03    |
| 5.  | „Gakugei-kai” (jap. 学芸会)                           | 4:36    |
| 6.  | „Kyōshinshō” (jap. 狭心症)                            | 6:50    |
| 7.  | „Ground Zero” (jap. グラウンドゼロ)                   | 4:28    |
| 8.  | „Pi” (jap. π)                                         | 3:22    |
| 9.  | „G-kōi” (jap. G行為)                                  | 4:02    |
| 10. | „DUGOUT”                                              | 4:22    |
| 11. | „Mono morai” (jap. ものもらい)                        | 5:18    |
| 12. | „Keitai denwa” (jap. 携帯電話（Cat Ver.）)            | 4:25    |
| 13. | „Okumanshōsha” (jap. 億万笑者)                        | 4:36    |
| 14. | „Kyūseishu” (jap. 救世主)                             | 6:21    |
| 15. | „Tsukutsuku hōshi” (jap. ツクツク法師) (secret track) | 9:09    |

## Notowania
| Lista                            | Pozycja |
| -------------------------------- | ------- |
| Oricon Weekly Album Chart        | 2       |
| Oricon Yearly Album Chart (2011) | 13      |
| Billboard Japan Top Albums Sales | 2       |